# Campomaggiore
Campomaggiore är en ort och kommun i provinsen Potenza i regionen Basilicata i Italien. Kommunen hade 786 invånare (2017).